# Tracking
Tracking, gęstość składu – równomierne odsuwanie lub przybliżanie do siebie znaków w tekście, możliwość regulowania odległości pomiędzy znakami globalnie w skali całego tekstu lub w jego wybranym fragmencie, funkcja dostępna w programach do składu i łamania publikacji, procesorach tekstu oraz innych programach pracujących z tekstem w trybie graficznym.
Parametr, który tracking zmienia, to światła międzyliterowe – określenie to jest jednak nieprecyzyjne, ponieważ chodzi nie tylko o odległości pomiędzy literami, lecz także ogólnie – o odległości pomiędzy wszystkimi znakami, w tym także znakami niedrukowalnymi, czyli np. różnego rodzaju spacjami. Przesuwanie znaków trackingiem wpływa także na zachowanie się tabulatorów (powodując w odpowiednim momencie przeskoki). Stosowanie trackingu nie wpływa na szerokość samych znaków.
W miarę wzrostu stopnia pisma wartości trackingu powinny się zmniejszać tak, aby tekst był nadal tak samo naturalnie wyglądający i łatwy w czytaniu. W zaawansowanych programach komputerowych do regulacji tej zależności służą specjalne, edytowalne dla każdego fontu i jego odmiany tabele.
Drugim, obok trackingu, parametrem regulującym światła międzyliterowe jest kerning (definiowanie odległości w krojach pisma dla poszczególnych par znaków), natomiast za światła między rzędami tekstu odpowiada leading.